# 小行星256892
小行星256892（256892 Wutayou），臨時編號2008 DW40，是一顆位於小行星帶的小行星。2008年2月27日由國立中央大學鹿林天文台的林啟生和葉泉志發現。
2011年6月15日以已故前中央研究院院長，物理學家吳大猷命名，表彰他對台灣科學發展的卓越貢獻。